# Boheminium

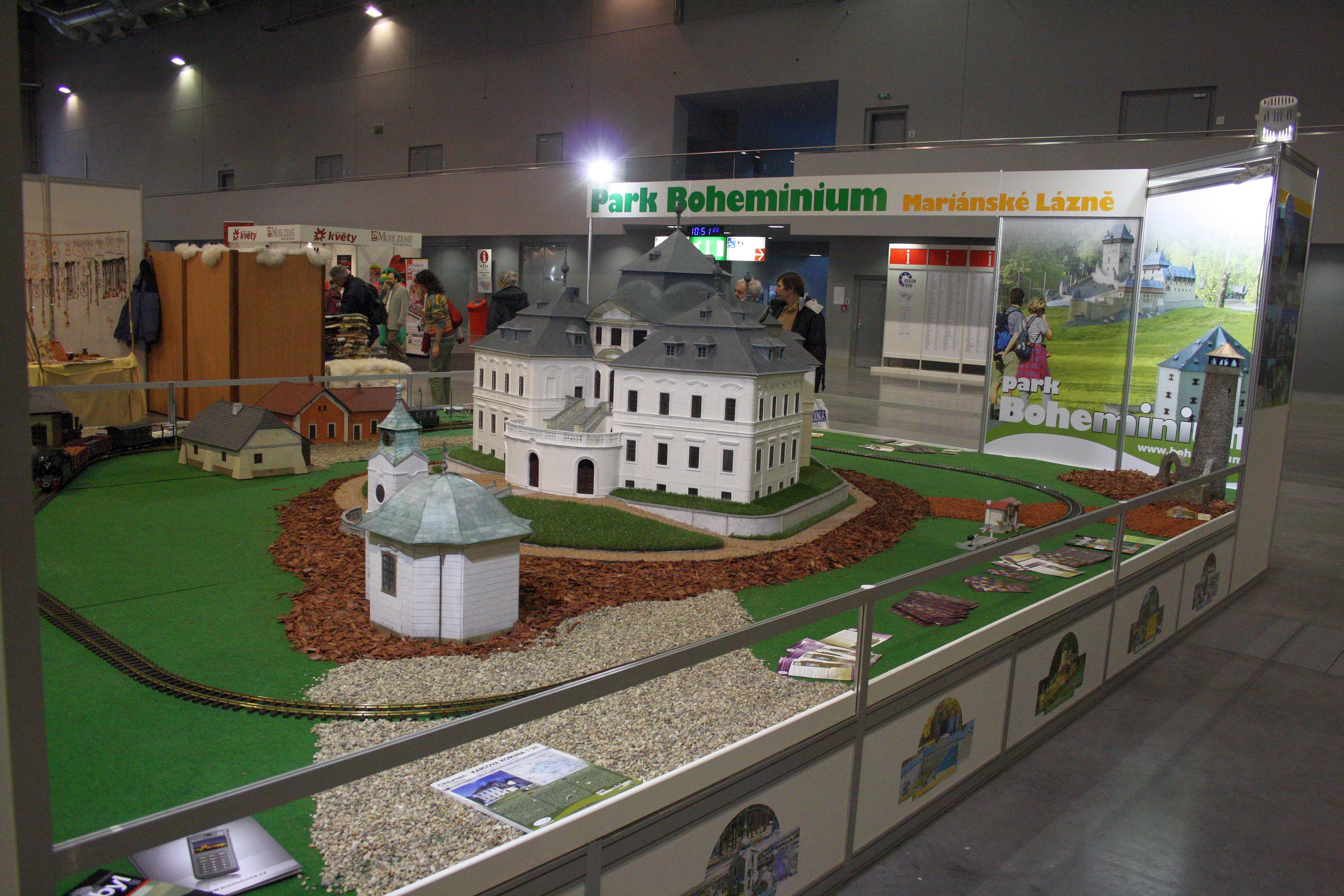
Prezentace Boheminia na Regiontour 2010

Park Boheminium je turistický naučně-poznávací park na východním okraji Mariánských Lázní. Leží v nadmořské výšce 750 metrů, asi 1 kilometr od centra města, poblíž hotelu Krakonoš. Vede k němu lanová dráha, poblíž se nachází i konečná stanice městských autobusových linek. Rozprostírá se na ploše 6 hektarů a ročně ho navštíví kolem 100 tisíc návštěvníků. V roce 2018 navštívilo park 132 tisíc osob. Řadí se tak mezi nejnavštěvovanější atraktivit celého Karlovarského kraje. K roku 2019 nabízel expozici více než 70 zmenšenin významných českých památek, jako jsou hrady, zámky či rozhledny. 
V parku se také od roku 2020 nacházejí různé druhy zvířat, a to opět v jejich miniaturní či zakrslé verzi. Chovají zde například americké miniaturní koně, zakrslé kozy, ovce či králíky.

## Historie
Park byl pro veřejnost otevřen v červnu 1999 pod názvem Miniaturpark. Prvním modelářským průkopníkem byl Jan Stehlík, tvůrce první miniatury zámku Červená Lhota v měřítku 1:25. Expozice obsahovala 6 modelů – zámek Červená Lhota, vrch Krakonoš, starobylou rotundu sv. Jiří na hoře Říp, katedrálu sv. Mikuláše s Černou věží, Staré bělidlo s vodním mlýnem a tažný remorkér Bivoj. Park rychle nabýval oblíbenosti u zákazníků, v roce 2002 se však zavřel z důvodu úpadkového řízení a zájmu developerů o pozemek. Firma se nakonec udržela a v červnu 2003 byl park znovu otevřen.
První velký model památky UNESCO, poutní kostel sv. Jana Nepomuckého na Zelené Hoře u Žďáru nad Sázavou, byl představen na podzim 2003. V té době se také park přejmenoval na současný název Boheminium.
V roce 2005[zdroj⁠?!] přibyly na nejvyšším místě parku modely libereckého Ještědu a kynžvartského zámku. O rok později se park objevil v cestovatelském pořadu České televize Toulavá kamera. V lednu 2009 byl na veletrhu cestovního ruchu Regiontour v Brně představen model hradu Karlštejn, který se poté také zařadil do expozice parku.
V roce 2010 podpořilo Boheminium i město Mariánské Lázně, odkoupilo pozemek z konkursního řízení do svého majetku. Společnost Boheminium Mariánské Lázně, s.r.o., se od 1. ledna 2011 stala nájemcem nemovitosti města a na vlastní náklady investuje do provozu, rozvoje i tvorby dalších modelů českých památek.[zdroj⁠?!] Mariánskolázeňská modelářská dílna má již dvacetiletou praxi a patří mezi nejlepší v oboru.[zdroj⁠?!]
V roce 2011 Park Boheminium započal spolupráci s věznicí v Horním Slavkově, od té doby se tamější vězni podílí na výrobě modelů, ať už přípravou dílčích komponent nebo i tvorbou celých miniatur pod autorským vedením.
V roce 2020 přivítal miniaturpark první živé obyvatele a to 3 klisny miniaturních koní. Počet zvířat se zvyšuje a v parku lze zahlédnout také například holandské zakrslé kozy, ovce ouessantské, zakrslé králíky či zdrobnělá plemena drůbeže.
V roce 2024 nepřibyl žádný nový model.
Ve výstavbě je model Pražského hradu a Prašné brány.
Každým rokem se park nadále rozrůstá a v areálu je již přes 90 miniatur, všechny s informační podporou v češtině a dalších třech světových jazycích. Popularita parku rok od roku roste a dnes je jediným zařízením svého druhu na území Česka a čtvrtým největším parkem miniatur v Evropě. Pěší cesty se táhnou v délce 2,8 kilometru, doporučená doba prohlídky jsou 2–3 hodiny. Park je od zimy 2017/2018 otevřen celoročně od 10 do 18 hodin, v období prázdnin do 19 hodin.

## Seznam miniatur
- Rotunda sv. Jiří, Říp (2001)
- Zámek Červená Lhota (2001)
- Kamenný most v Písku (2001)
- Černá věž v Českých Budějovicích (2001)
- Babiččino údolí (2001)
- Minaret v Lednici (2001)
- Kolesový parník Šumava (2001)
- Kostel Panny Marie Pomocné v Železné Rudě (2001)
- Větrný mlýn v Kuželově (2002)
- Kostel sv. Jana Nepomuckého ve Žďáru nad Sázavou (2002)
- Vinné sklepy Strážnice (2002)
- Křížový pramen v Mariánských Lázních (2002)
- Ještěd (2003)
- Rustlerův statek v Doubravě (2003)
- Požární loď Veverka (2003)
- Zámek Kynžvart (2004)
- Letiště Mariánské Lázně (2004)
- Hrad Kokořín (2004)
- Zámek Český Krumlov (2005)
- Kostel sv. Bartoloměje v Kočí (2005)
- Krásenská rozhledna (2005)
- Zámek Ratibořice (2005)
- Rozhledna Poledník (2006)
- Zámek Litomyšl (2007)
- Železniční muzeum Lužná u Rakovníka (2007)
- Hrad Karlštejn (2008)
- Veligrad (Velká Morava) (2008)
- Rozhledna Hamelika (2008)
- Letohrádek Hvězda (2008)
- Karolinin pramen v Mariánských Lázních (2008)
- Kaple Panny Marie ve Stožci (2010)
- Zámek Karlova Koruna (2010)
- Větrný mlýn Ruprechtov (2011)
- Hradiště Starý Plzenec (2011)
- Hrad Bezděz (2012)
- Máchovo jezero (2012)
- Kostel sv. Petra a Pavla v Budči (2012)
- Kostel Jména Panny Marie v Lomci u Vodňan (2012)
- Stádlecký řetězový most (2013)
- Hrad Přimda (2013)
- Hrad a Zámek v Bečově na Teplou (2014)
- Schillerova rozhledna Kryry (2014)
- Dřevěný most Rechle u Lenory (2014)
- Vodní mlýn ve Slupi (2015)
- Vodní nádrž Les Království (2015)
- Holašovice (2016)
- Zámek Humprecht (2016)
- Řetězový most císaře Ferdinanda v Lokti (2017)
- Hrad Loket (2017)
- Jubilejní brána Plzeňského Prazdroje (2017)
- Katedrála svatého Bartoloměje v Plzni (2017)
- Kostel svatého Jakuba a Filipa na Chvojně (2017)
- Zámek Hluboká (2018)
- Kostel svatého Václava v Hrusicích (2018)
- Zámek Lednice (2019)
- Kostel Božího Těla v Gutech (2019)
- Jízdárna Světce (2020)
- Břevnovský klášter (2022)
- Letohrádek Vojtěška v areálu Břevnovského kláštera (2022)[7]
- Chrám sv. Barbory, Kutná Hora (2023)[8]
- Vyšehrad (2023)[8][9]
- Schwarzenberská hrobka u Třeboně (2025)[5]

## Návštěvnost
Park Boheminium patří k nejnavštěvovanějším placeným turistickým cílům v Karlovarském kraji. V některých letech byl vůbec nejnavštěvovanější, např. v roce 2024 druhý za hradem Loket.
| Rok  | Počet návštěvníků | Poznámka |
| ---- | ----------------- | -------- |
| 2017 | 113 119           |          |
| 2018 | 132 000           |          |
| 2019 | 113 249           |          |
| 2020 | 118 900           |          |
| 2021 | 129 500           |          |
| 2022 | 124 800           |          |
| 2023 | 126 010           |          |
| 2024 | 117 030           |          |

Přibližně 70 % návštěvnosti tvoří Češi.

## Galerie

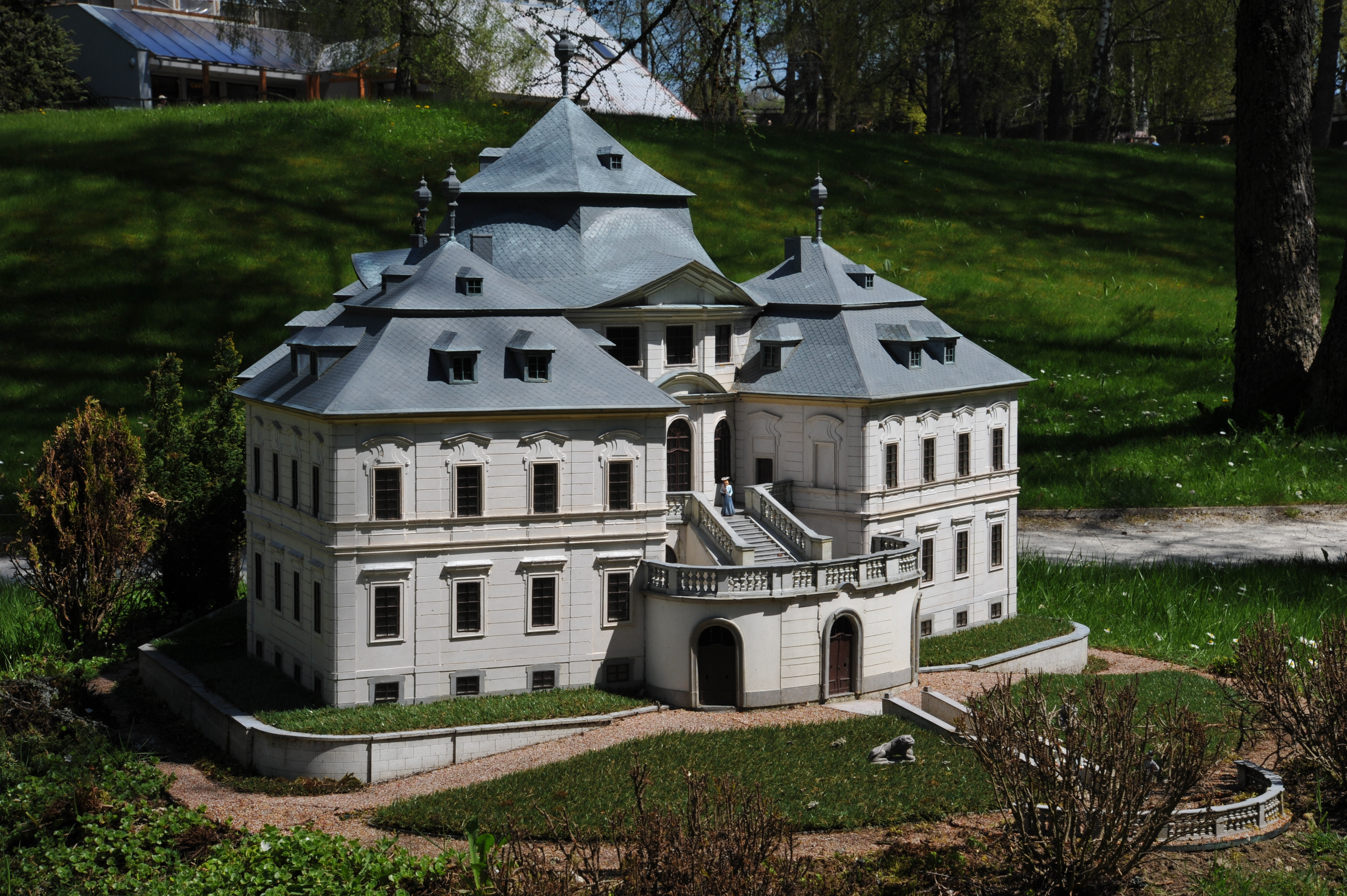
Model zámku Karlova Koruna v Chlumci nad Cidlinou
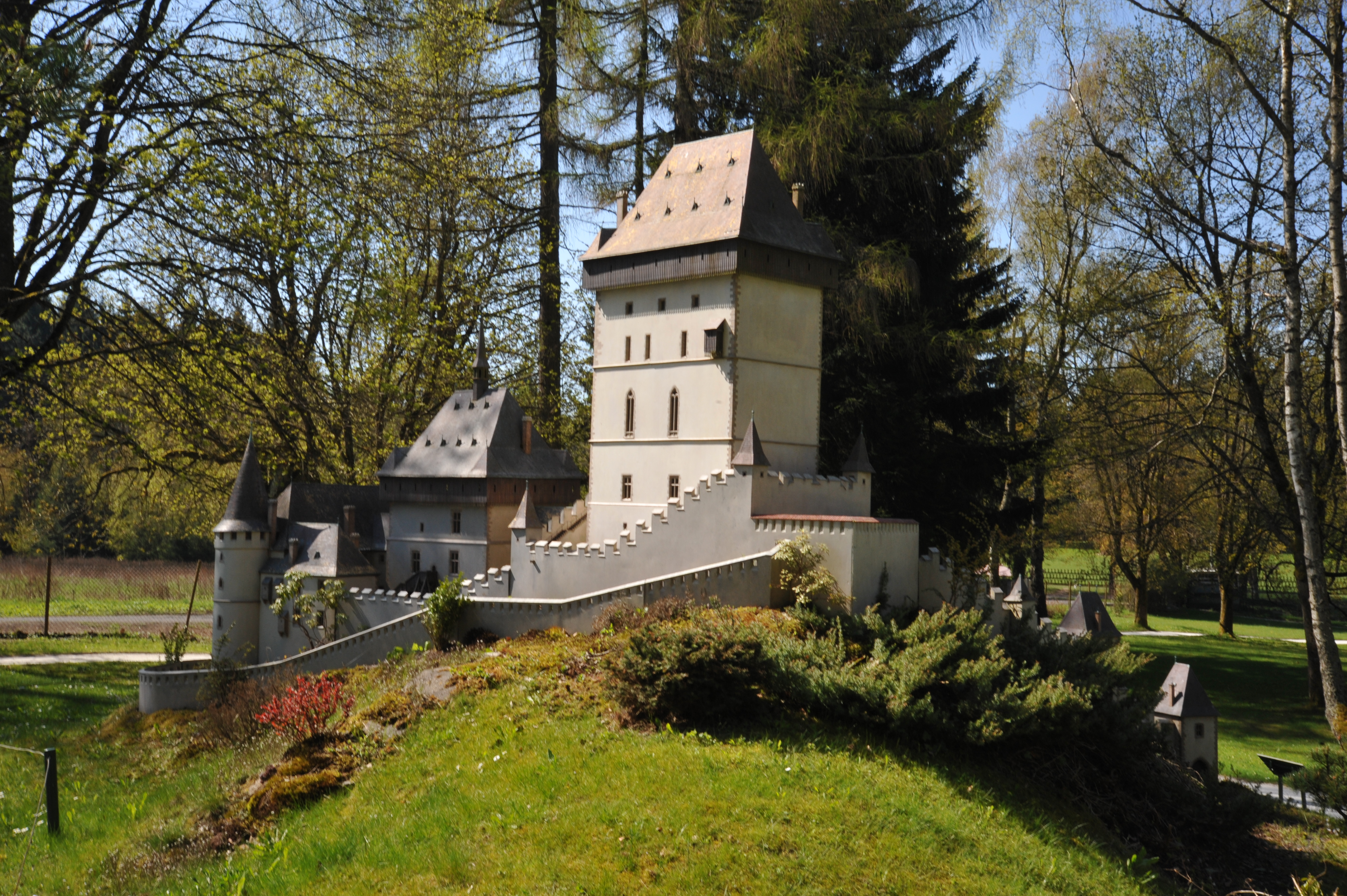
Model hradu Karlštejn
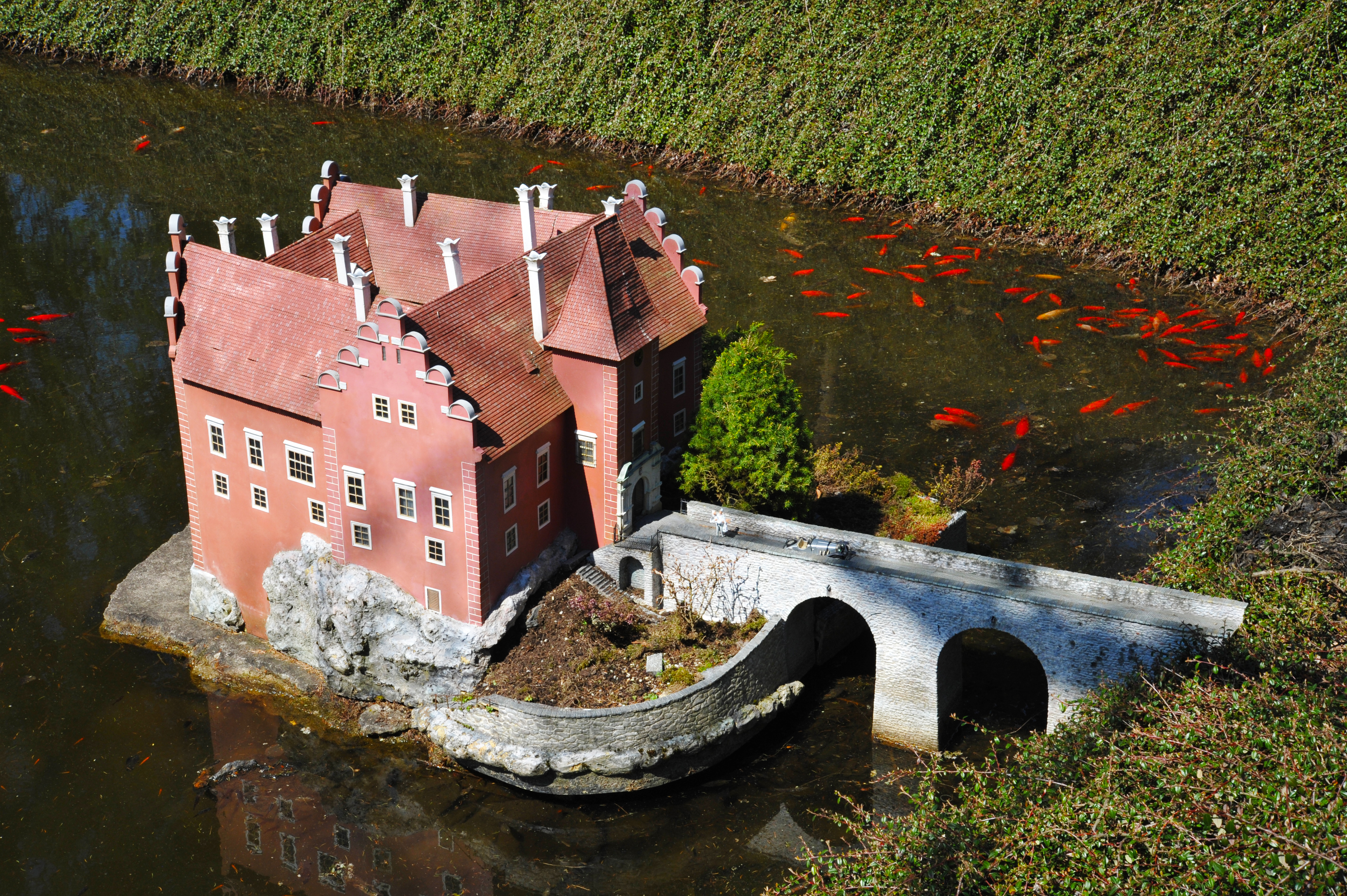
Model zámku Červená Lhota
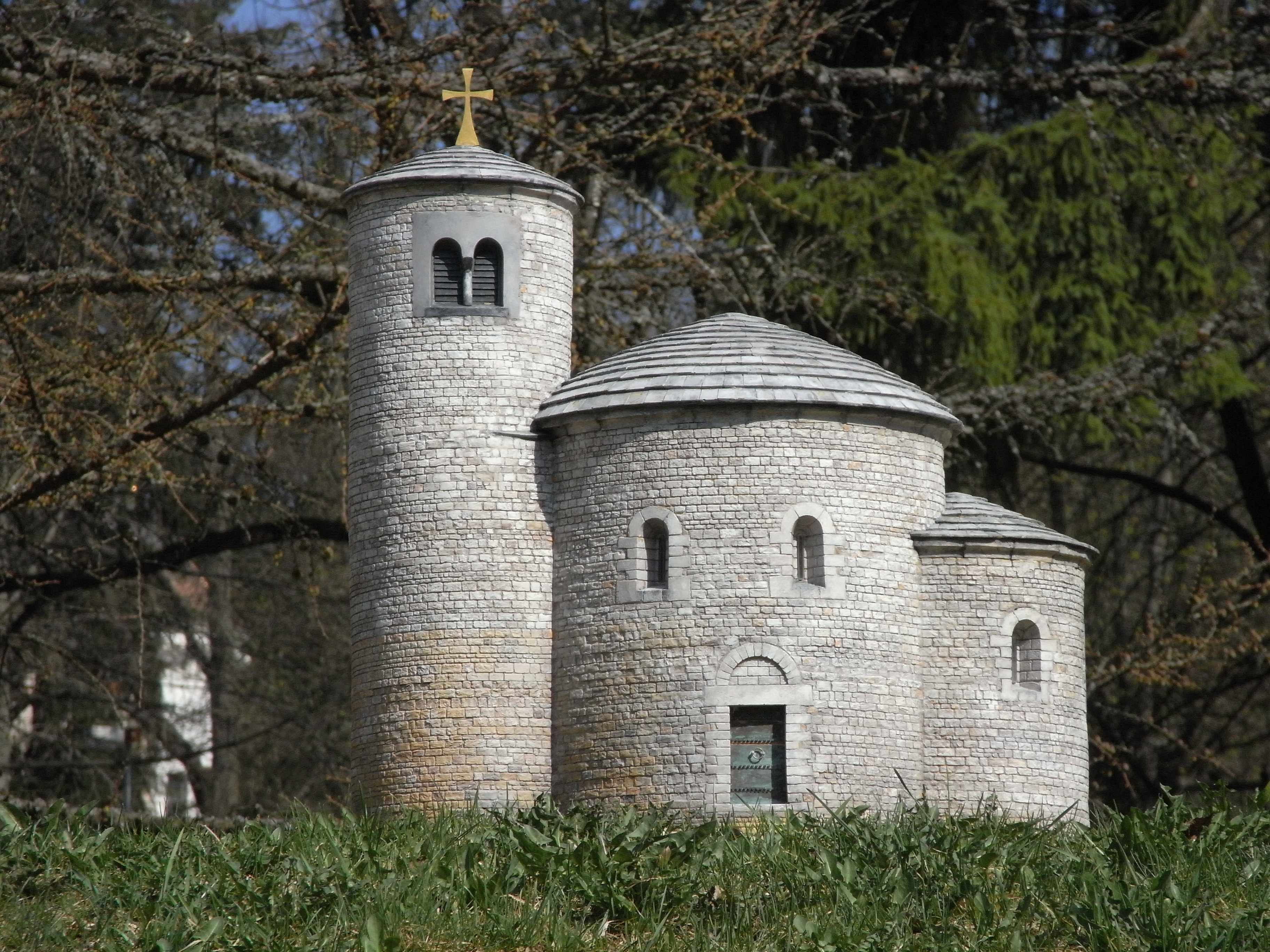
Model rotundy svatého Jiří na Řípu
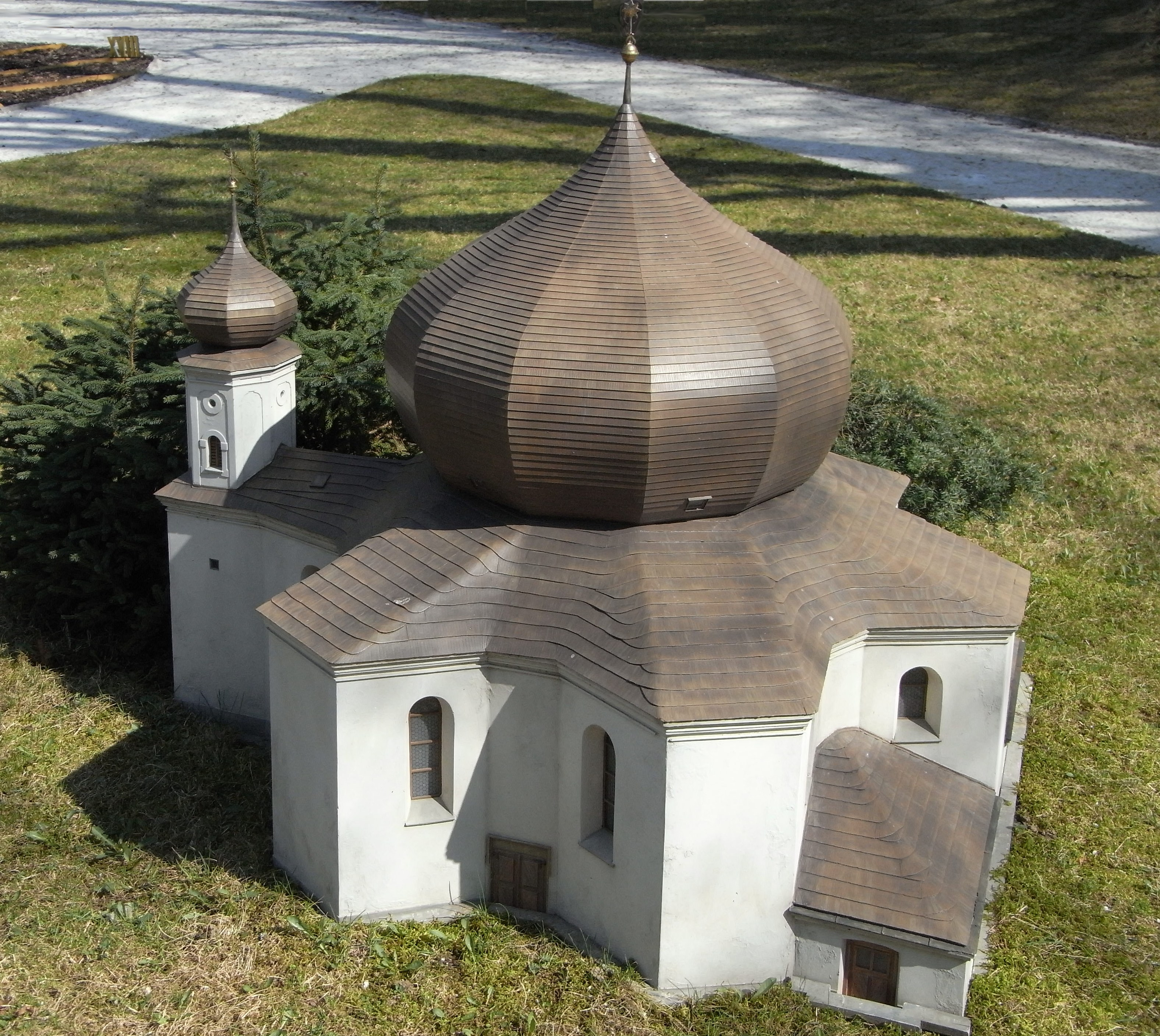
Model kostela Panny Marie Pomocné v Železné Rudě
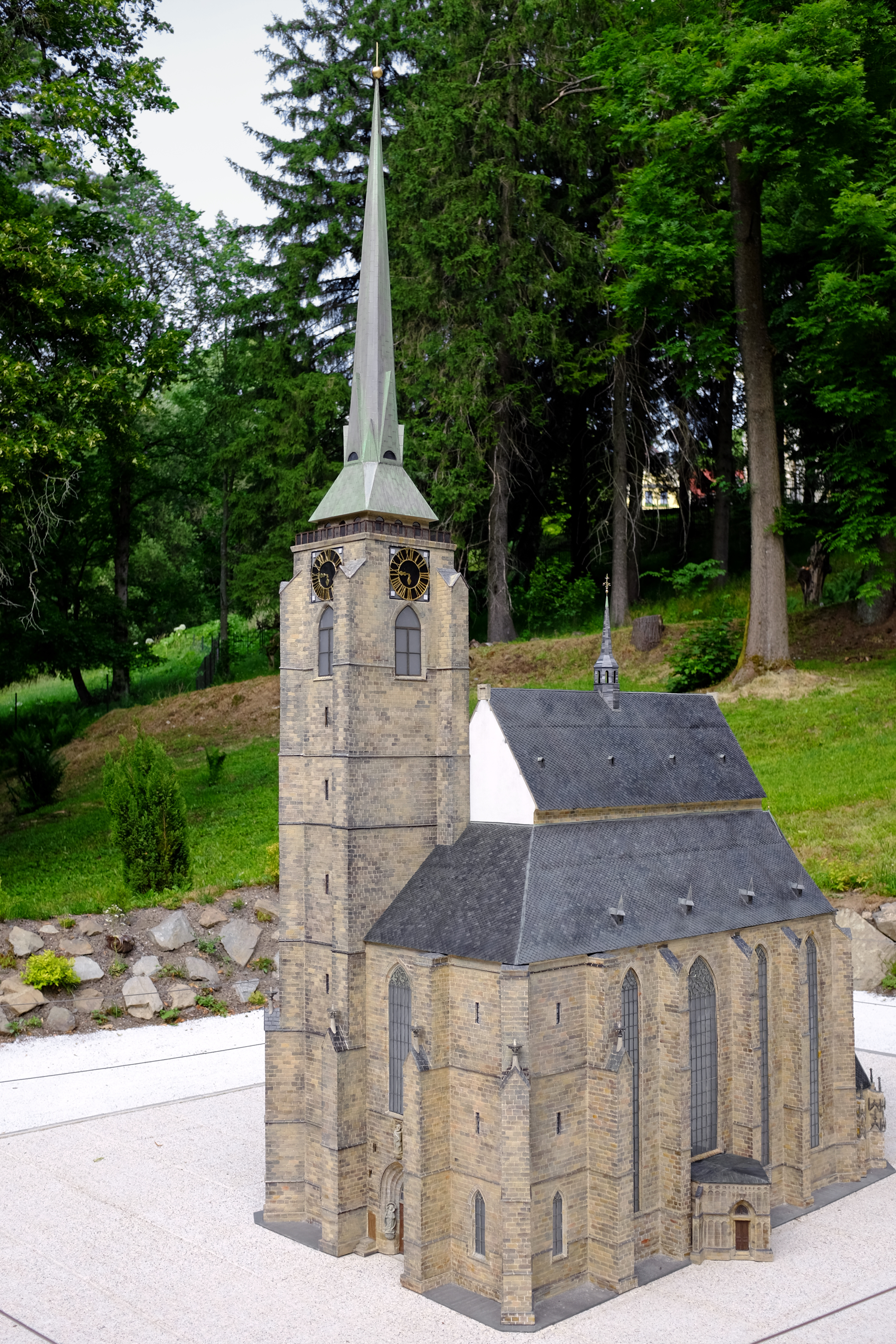
Model katedrály svatého Bartoloměje v Plzni
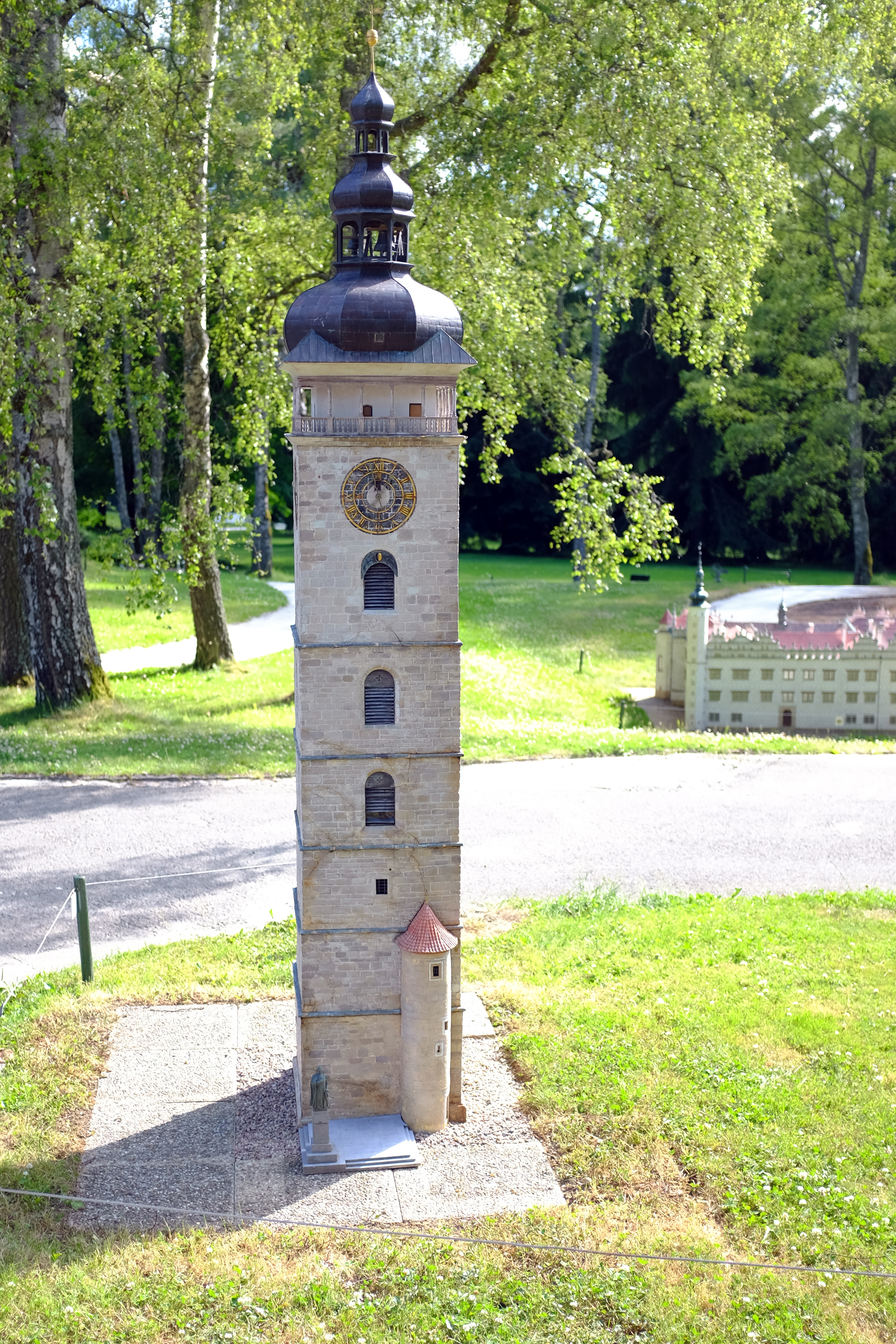
Model Černé věže v Českých Budějovicích
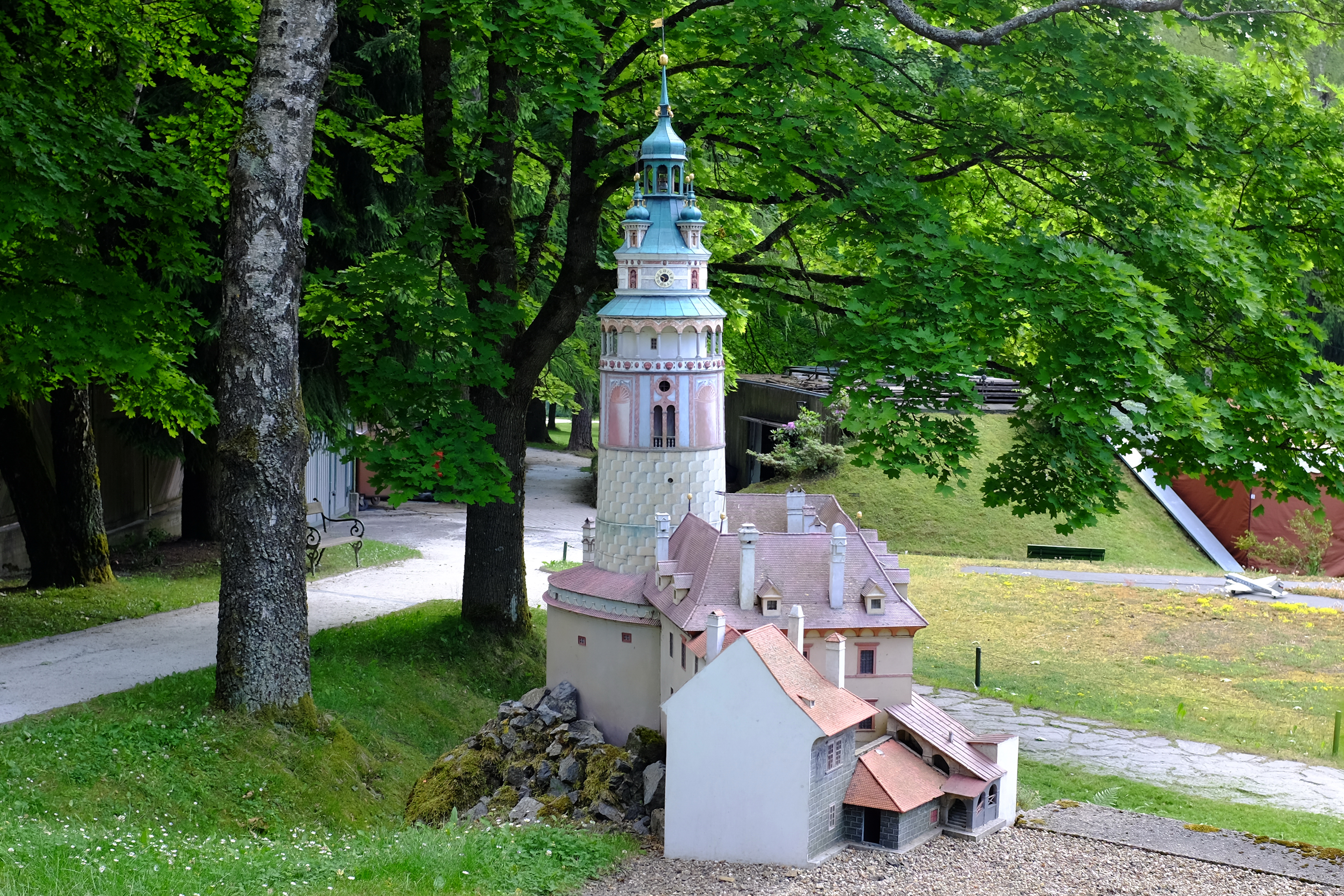
Model hradu a zámku Český Krumlov
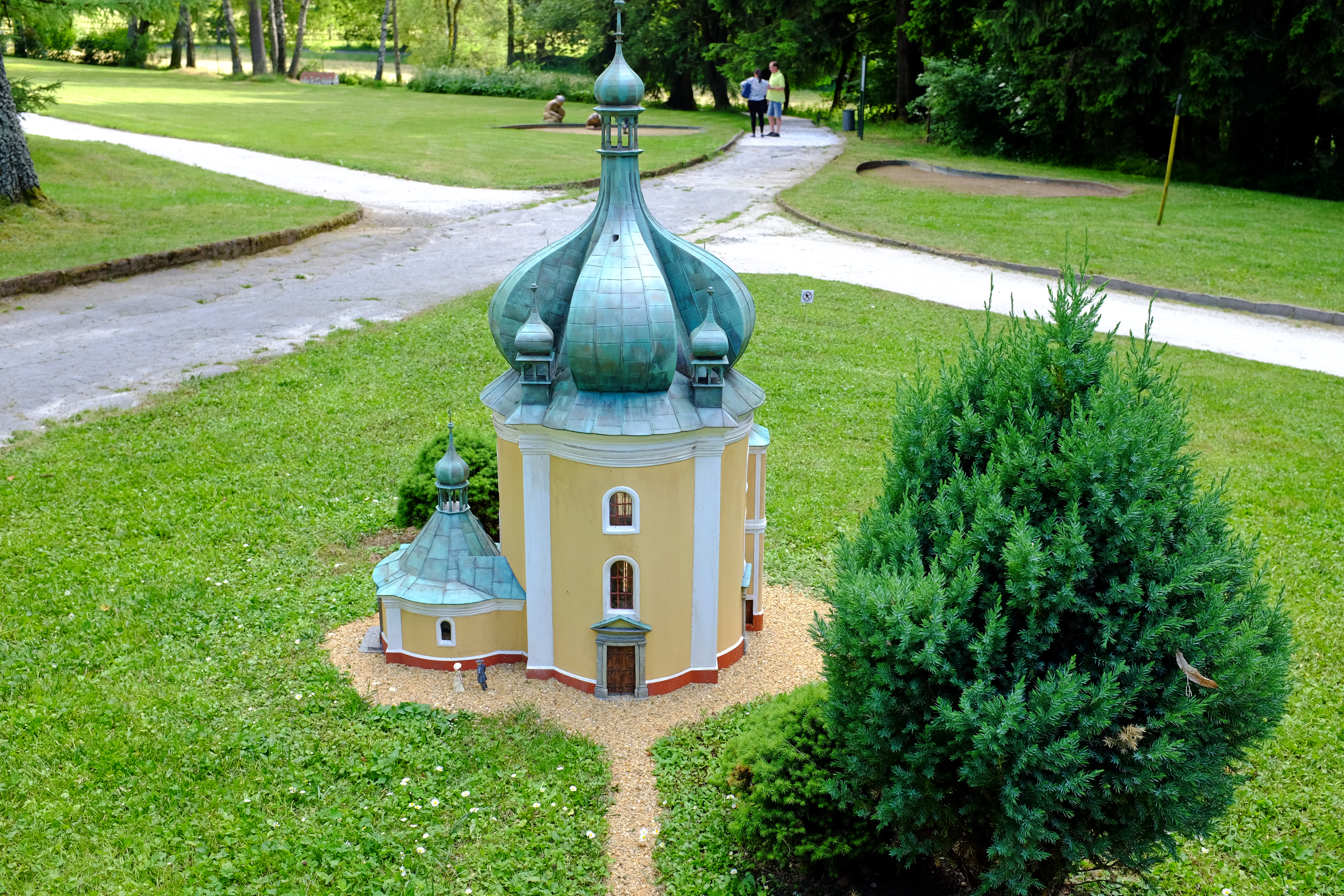
Model poutního kostela Jména Panny Marie v Lomci u Netolic
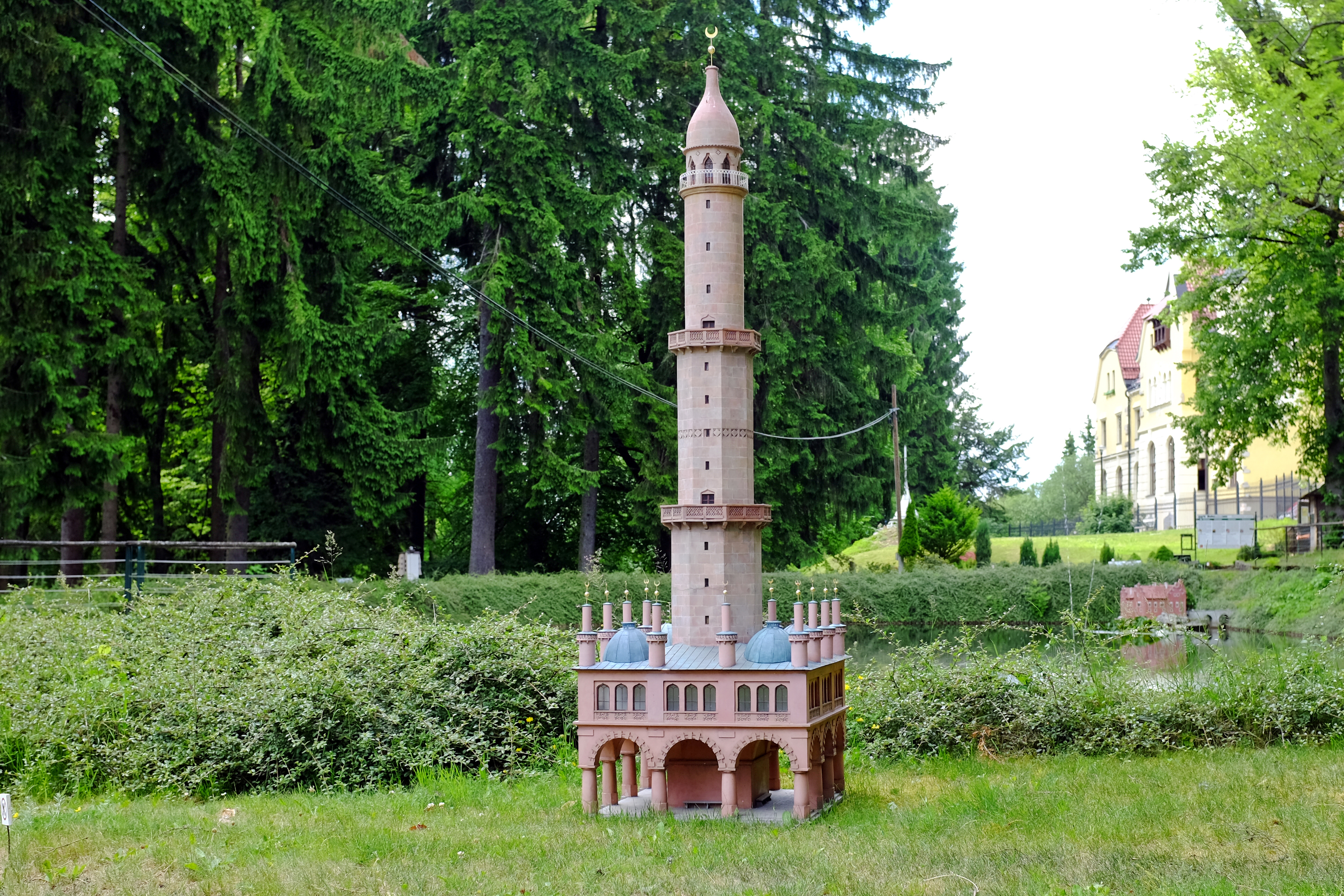
Model minaretu v Lednicko-valtickém areálu